# کونگشمن
کونگشمن (به لاتین: Kongshamn) یک منطقهٔ مسکونی در نروژ است که در Tromøy واقع شده‌است. کونگشمن ۱۱ متر بالاتر از سطح دریا واقع شده‌است.